# Skjeberg
Skjeberg è una località del comune di Sarpsborg nella contea di Østfold, in Norvegia. È situata a circa 12 km a sud del centro cittadino, 20 km ad est di Fredrikstad e 19 km ad ovest da Halden. La parrocchia di Skjeberg venne costruita il 1º gennaio 1838. Il 1º gennaio 1992 Skjeberg è stata incorporata nel comune di Sarpsborg.